# Grönländische Badmintonmeisterschaft 2015
Die Grönländische Badmintonmeisterschaft 2015 fand vom 30. März bis zum 3. April 2015 in Aasiaat statt.

## Sieger und Platzierte
| Disziplin    | Gold                             | Silber                                     | Bronze                                 |
| ------------ | -------------------------------- | ------------------------------------------ | -------------------------------------- |
| Herreneinzel | Bror Madsen                      | Jens Frederik Nielsen                      | Nikki E. Nathansen                     |
| Dameneinzel  | Anja Skov Kjeldsen               | Hedvig Broberg                             | Aviaaja Geisler                        |
| Herrendoppel | Karl Jakob Thomassen Bror Madsen | Jens Frederik Nielsen Sequssuna F. Schmidt | Nick Ø. Jacobsen Nikki E. Nathansen    |
| Damendoppel  | Hedvig Broberg Aviaaja Geisler   | Juliane Brønlund Malu P. Degn              | Anja Skov Kjeldsen Paninnguaq Davidsen |
| Mixed        | Bror Madsen Juliane Brønlund     | Karl Jakob Thomassen Hedvig Broberg        | Jens Frederik Nielsen Aviaaja Geisler  |